# Bokskottsmal
Bokskottsmal (Argyresthia semitestacella) är en fjärilsart som först beskrevs av Curtis 1833.  Bokskottsmal ingår i släktet Prays, och familjen spinnmalar. Arten är reproducerande i Sverige.

## Bildgalleri

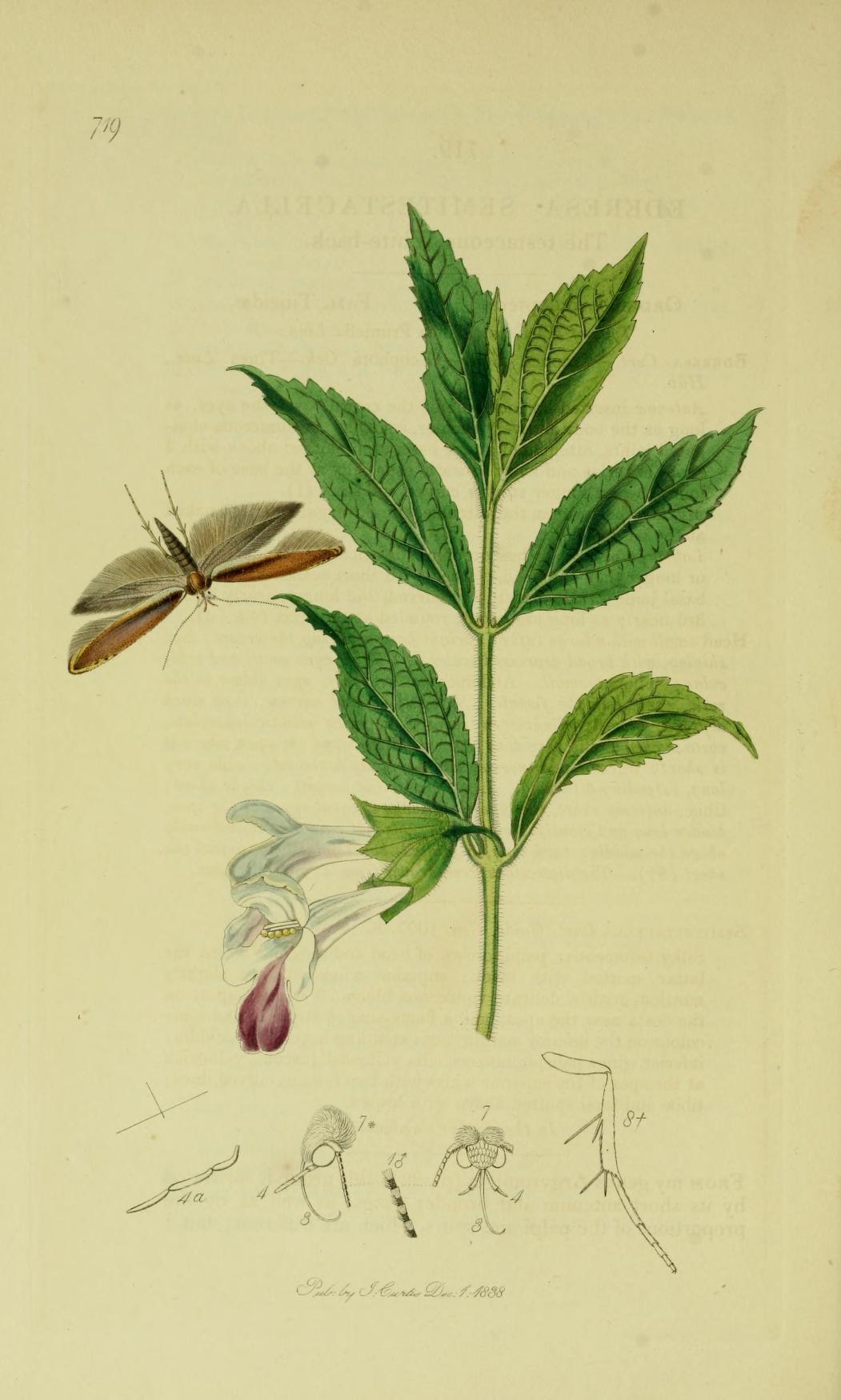